# Устьянцево (Новосибирская область)
Устьянцево — деревня в Барабинском районе Новосибирской области. Административный центр Устьянцевского сельсовета.

## География
Площадь деревни — 31 гектар.

## История
Основана в 1620 году. В 1926 году состояла из 171 хозяйства, основное население — русские. В административном отношении деревня являлась центром Устьянцевского сельсовета Барабинского района Барабинского округа Сибирского края.

## Население
| 1926 | 2002 | 2007 | 2010 |
| ---- | ---- | ---- | ---- |
| 862  | ↘745 | ↗798 | ↘697 |

## Инфраструктура
В деревне по данным на 2007 год функционируют 1 учреждение здравоохранения, 2 образовательных учреждения.